# Klášterská Lhota
Klášterská Lhota là một làng thuộc huyện Trutnov, vùng Královéhradecký, Cộng hòa Séc.